# Just Another Missing Kid
Pour plus de détails, voir Fiche technique et Distribution.
Just Another Missing Kid est un film documentaire canadien réalisé par John Zaritsky (en) et sorti en 1981.
Initialement produit pour le programme documentaire the fifth estate de la chaine CBC Television, il est sorti en salles aux États-Unis en 1982

## Synopsis
Le 10 juillet 1978, un jeune homme de 19 ans part de chez lui à Ottawa pour aller au Colorado, mais disparait quelque part au Nebraska. Le documentaire montre comment sa famille et les enquêteurs essayent de retrouver sa trace.

## Fiche technique
- Réalisation : John Zaritsky (en)
- Production : CBC Television
- Image : John Griffin
- Montage :Gordon McClennan
- Durée : 90 minutes
- Pays de production :  Canada
- Dates de sortie :
  - Canada : 7 avril 1981
  - États-Unis : Décembre 1982

## Distribution
- Ian Parker (en) : lui-même

## Nominations et récompenses
- Oscar du meilleur film documentaire en 1982[1].
- ACTRA Award au Canada.